# Пачир бања
Пачир бања је се налази у Пачиру, у непосредној близини Бачке Тополе и Суботице и припада Севернобачком округу. Бања је уређено купалиште са термалном водом јединственом у Војводини и у овом делу Европе.

## Историјат
Године 2008. направљен је пројекат истраживања подземних вода. Након шеcт година избушен је бунар на дубини од 1400 метара, урађена је глава термалног бунара како би се поставиле пумпе и одводи, након чега су изграђени објекти и уредиле обале језера. Бањско купалиште је отворено 2014. године, а четири године касније (2018) је сазидан и затворен део у ком су базени.

## О бањи

### Карактеристике воде
Топла вода у Пачир бањи долази са 1400 метара дубине и слана је. На свом путу ка површини вода пролази кроз различите слојеве стена чиме постаје обогаћена минералима. Вода садржи натријум, јод, сулфат, бром и многе друге минерале. Температура воде, при изласку на површину је 72 степена, а при хлађењу долази на температуру од 30 до 35 степени. 
Вода има мирис јода и других минерала. Језеро, поред много минерала, садржи и 21-22 грама соли по литру. На основу састава воде, бања је добила сертификат лековите. Топла, слана вода помаже у очувању и одржавању здравља, доприносећи подизању имуног система. Вода има изузетна својства и у лечењу разних болести, нарочито за кожне болести, реуматизама и стања после повреда.

### Капацитети бање
Пачирска бања има језеро површине 2.000 квадратних метара. Поред језера у бањи су отворена и два базена у затвореном простору која су доступна и зими са капацитетом 200 људи. Базени имају облик малих језера, а дубина воде је око 90 cm и повећава се ка средини и достиже 1,60. Унутар базена уграђене су клупе за седење. Дно је покривено облим камењем које изузетно прија стопалима при ходу у води. Око језера има места за око 1000 људи.